# Vi tre
Vi tre är en svensk dramafilm från 1940 i regi av Schamyl Bauman. I huvudrollerna ses Sture Lagerwall och Signe Hasso.

## Om filmen
Filmen premiärvisades den 19 oktober 1940 på biograferna Plaza och Astoria i Stockholm. Den spelades in vid Sandrew-Ateljéerna i Stockholm med exteriörer från Gamla Stan och Centralstationen i Stockholm av Hilmer Ekdahl. Hilding Östlund och Bengt Idestam-Almquist skrev manuset, som baserades på en idé av Gösta Stevens. Filmen är en fristående fortsättning på Vi två från 1939.

## Rollista i urval
- Sture Lagerwall – Sture Ahrengren, arkitekt
- Signe Hasso – Kristina Ahrengren, hans hustru
- Olle Bauman – Olle, deras son
- Georg Løkkeberg – Arne Rank, arkitekt
- Stig Järrel – Baltzar Ekberg, arkitekt
- Ilse-Nore Tromm – Helena Ekberg, hans hustru
- Gösta Cederlund – Sune Hagstam, professor
- Carl Barcklind – doktor Frodde, hovpredikant
- Torsten Hillberg – Odelgren, generalkonsul
- Sven Bergvall – Mr. Brown
- John Ericsson – Mr. Hardwick
- Bellan Roos – Lisa, hembiträde hos Ahrengrens
- Greta Tegnér – Stures sekreterare
- Emil Fjellström – en buse
- Ingrid Borthen – expedit i konfektyraffären
- Arne Lindblad – chef för turistbyrån
- Ragnar Widestedt – läkare

## Musik i filmen
- Kungliga Södermanlands regementes marsch, kompositör Carl Axel Lundvall, framförs med texten Vad säger svenska folket när dom får en hutt, faderalla av Signe Hasso, Sture Lagerwall och Gösta Cederlund
- Flickan hon går i ringen (Och flickan hon går i dansen), instrumental
- Heinzelmännchens Wachtparade (Tomtarnas vaktparad), kompositör Kurt Noack, instrumental
- Rosen älskar jag, kompositör Bengt Wallerström, instrumental
- Var hälsad, sköna morgonstund (Wie schön leuchtet der Morgenstern), kompositör Philipp Nicolai, text Johan Olof Wallin, instrumental
- Vårvindar friska, text Euphrosyne, instrumental
- Våren är kommen, kompositör Erik Jakob Arrhén von Kapfelman, text Carl Fredric Dahlgren, instrumental
- The Enchantress, kompositör A.E. Johnstone, instrumental
- Ekorren, instrumental
- Rosa Canina, kompositör Jean Rayon, instrumental
- Rosen aus dem Süden, vals, op. 388, kompositör Johann Strauss d.y., instrumental
- Kungliga Göta Livgardes marsch, kompositör J.W. Schubert, instrumental
- Frodde fox, kompositör Olle Lindholm och Eskil Eckert-Lundin, instrumental
- Yankee fox, kompositör Olle Lindholm och Eskil Eckert-Lundin, instrumental
- Tango (Promenaden), kompositör Bengt Wallerström, instrumental